# 和田一夫
和田 一夫（わだ かずお、1929年3月2日 - 2019年8月19日）は、日本の実業家、経営コンサルタント。元ヤオハン代表。上海国際経営塾塾長、福岡大学経済学部非常勤講師。
静岡県熱海市の八百屋「八百半」を、30年で世界的な流通・小売業「国際流通グループ・ヤオハン」にまで発展させたものの、最終的には経営破綻させた。

## 人物・来歴
神奈川県小田原市生まれ。商人の家庭に育った。
終戦直後、日本大学の予科に入学。終戦直後に大学に入学したのは珍しい例であったが、これには母親のカツが教育熱心で子供全員を大学に入学させたがっていたのが関係している。しかし日本共産党の過激な学生運動グループの先鋒を担ったことから退学処分を受ける。商人を「守銭奴」と蔑視するなど共産党の思想に染まった和田を心配した母は、自身が信仰していた新宗教「生長の家」の道場に連れて行き、結果として一夫は改心した。共産党は傷だらけになりながら脱退した。
1950年の熱海大火により実家の八百屋が焼失した。この時、和田が保険の増額手続きを忘れるミスを犯したため、保険金は僅かしか手に入らなかった。
日本大学経済学部卒業後の1951年、両親の営む八百屋・八百半商店に入社。1953年、妻きみ子と結婚。
1950年代の観光ブームで新築・増築ラッシュが起こり、顧客の旅館から「拡張費用の支払いで資金繰りが厳しいので支払いを延期させてほしい」と頼まれた事から、八百屋の売り上げは順調であったにもかかわらず資金繰りは逼迫していた。この資金を埋めるために借入の金利が発生し、旅館の大口購入に対して値引きを行うなど、旅館と取引するほどに利益を出せない状況が続いていた。
和田はついに旅館との取引を廃止し、1956年に現金安売り掛け値なしでセルフサービス方式の食品専門店に業務内容を変更。旅館の客は離れたが、1年1ヶ月で黒字転換した。狩野川台風が発生した際には、強風の中で小田原市の市場に車で駆けつけて仕入れを行い、他の八百屋が商売どころでなかった中で通常価格で商品を販売した。
1962年、和田はアメリカの流通業を視察するセミナーに参加。当時アメリカの流通業は世界の最先端を行くものであり、アメリカの流通革命を目の当たりにした和田は八百半のチェーン化を父の良平に提言。
1968年、八百半デパートに改称し社長就任。1971年、日本の流通業の海外進出第1号としてブラジル進出。1989年、ヤオハンデパート会長。同年、持株会社ヤオハン・インターナショナル設立、代表取締役会長となる。さらに香港にグループ総本部を設立、1990年、家族とともに同地に移住した。1996年、総本部の上海移転とともに上海に移住。1997年、上海市栄誉市民賞を受賞するも経営危機に伴い日本に帰国した。同9月にヤオハン・ジャパン（旧ヤオハンデパート）が経営破綻、和田はヤオハン関連の全ての役職から辞任、ヤオハン・グループは崩壊した。
2000年、福岡県飯塚市に移住。経営コンサルタントを務めるほか、著述や講演、講義などを行う。2004年、上海に移住、中国企業や中国関連プロジェクトの顧問などを複数務めた。
長年、新宗教「生長の家」を信仰する。旧ヤオハンの社是も同宗教の教義に基づいており、1960年から新入社員教育に生長の家の理念が取り入れられ、河口湖の錬成場での合宿も行われていた。世界中で新店舗が開店する際には、社員と共に行う生長の家の祈りが欠かされなかったという。1981年には「生長の家栄える会」会長に就任している。教団本部の理事長まで務めたが、「生長の家本流運動」の原型となる所謂「飛田給派」によって1982年に辞任に追い込まれた。
イズミの山西泰明代表取締役社長は実の兄弟に当たる（山西側が養子）。
和田は中国に対し「中国への思い入れというか、ご恩返しということがあります。中国は日本との戦争で、あれだけ大変な目に遭ったのに日本を分割統治することに反対し、いっさいの対日賠償を要求しなかった。一番被害を被った国が賠償を放棄してくれたおかげで、戦後の日本は繁栄できました。だからこのご恩はくれぐれも忘れてはいけません。ですから、私は、その恩ある国が困っているのを見て、私にできることはないだろうか、中国のご恩に報いる道はないだろうかと考えて、香港への移住を決意したのです」と述べている。
2019年8月19日午前2時54分、老衰のため、伊豆の国市の自宅で死去。90歳没。

### 家族・親族
- 父：良平
- 母：カツ
- 弟：晃昌、尚己、光正、泰明
- 妻：きみ子

## その他
- ヤオハン・グループについては同族経営の弊害や、経営拡大路線推進のために毎年のようにワラント債や転換社債を発行したことが最終的に経営破綻の要因になったとされる。
  - 上述のように直接金融でほとんどの資金を調達していたことや、銀行側がヤオハン・グループの粉飾決算を疑っていたこともあり、ヤオハン・グループと銀行の関係はうまくいっていなかった。最終的にヤオハン・グループ倒産時に粉飾決算が行われていたことが判明し、銀行側の懸念が裏付けられることとなった[6]。
- 香港・中国のビジネスを通して中国共産党との強いコネクションを持っていたと言われ、1996年には北京において当時の首相 李鵬と会談している。ヤオハン・グループの崩壊に関連しては、中国でのビジネスが経営破綻の原因だったという説と、問題は日本国内の事業であり中国を始めとする日本国外の事業は順調だったという説がある。和田本人は中国原因説を否定している。
- 香港に居住していた際の住居は、香港市街が見渡せるPollock Path 山頂のSkyhigh地区にあった。広さ2万平方フィートの豪邸は、1991年に85億香港ドルで購入され、1996年に375億香港ドルで売却された。